# Lijst van beelden in Leeuwarden (stad)
Dit is een (onvolledige) chronologische lijst van beelden in Leeuwarden. Onder een beeld wordt hier verstaan elk driedimensionaal kunstwerk in de openbare ruimte van de Nederlandse Leeuwarden, waarbij beeld wordt gebruikt als verzamelbegrip voor sculpturen, standbeelden, installaties, gedenktekens en overige beeldhouwwerken.
Het standbeeld van Us Heit, bijnaam van (Willem Lodewijk van Nassau-Dillenburg), is een van de oudste van Leeuwarden. Het beeld werd in 1906 door koningin Wilhelmina, verre verwant van Willem Lodewijk, onthuld. Het bekendste beeld is ongetwijfeld dat van Us Mem, een meer dan levensgrote verbeelding van een Friese stamboekkoe (1954).
In de stad staan meerdere beelden van oud-Leeuwarders als Mata Hari, Pieter Jelles Troelstra, J. Slauerhoff en Piet Paaltjens. De gemeente stemde in 2003 niet in met plaatsing van een beeld van schrijver Havank. Er werd wel een bronzen gedenkplaat aangebracht op de zijgevel van de McDonald's die op de plek gebouwd is waar zijn geboortehuis aan de Wirdumerdijk heeft gestaan.
Tegelijk met de totstandkoming van de wijk Camminghaburen zijn er vanuit de Gemeente Leeuwarden verspreid over deze wijk kunstwerken geplaatst - in de periode van 1989 tot en met 1997. Een deel daarvan is gerealiseerd met steun van het Praktijkbureau Beeldende Kunstopdrachten van het toenmalige Ministerie van Welzijn, Volksgezondheid en Cultuur. Tezamen vormen de in totaal elf kunstwerken een kunstroute.
Voor een volledig overzicht van de beschikbare afbeeldingen zie: Beelden in Leeuwarden op Wikimedia Commons.
| Geplaatst | Omschrijving                                                 | Kunstenaar                                   | Straat                                                                                | Plaats     | Materiaal                                                                 | Afbeelding |
| --------- | ------------------------------------------------------------ | -------------------------------------------- | ------------------------------------------------------------------------------------- | ---------- | ------------------------------------------------------------------------- | --- |
| onbekend  | Gevelsteen t Turks Hooft                                     | Kunstenaar onbekend                          | Minnemastraat                                                                         | Leeuwarden | steen                                                                     | |
| onbekend  | Gevelsteen Man met stier                                     | Kunstenaar onbekend                          | Ossekop                                                                               | Leeuwarden | steen                                                                     | |
| 1682      | Poort Sint Anthony Gasthuis                                  | Kunstenaar onbekend                          | Nieuw Sint Anthonygasthuis, Schoenmakersperk                                          | Leeuwarden | zandsteen                                                                 | Kunstenaar onbekend, 1682 |
| 1715      | Fronton met Stedemaagd                                       | Pieter Nauta                                 | Raadhuisplein, Stadhuis                                                               | Leeuwarden | zandsteen                                                                 | Pieter Nauta, 1715 |
| 1715      | Vrede en Gerechtigheid                                       | Gerbrandus van der Haven                     | Raadhuisplein, Stadhuis                                                               | Leeuwarden |                                                                           | |
| 1869      | Prins Hendrik                                                | Willem Molkenboer                            | Prins Hendrikstraat                                                                   | Leeuwarden |                                                                           | |
| 1880      | Gedenksteen voor Willem Frederik van Nassau                  | Willem Molkenboer                            | Prinsentuin                                                                           | Leeuwarden | marmer                                                                    | Willem Molkenboer, 1880 |
| 1904      | Pelikanen                                                    | Joseph Mendes da Costa                       | Tweebaksmarkt 48, op dak van De Utrecht                                               | Leeuwarden | natuursteen                                                               | Joseph Mendes da Costa, 1904 |
| 1904/1905 | Hygieia                                                      | Onbekend                                     | Hoek Voorstreek/Tuinen, gevel Centraal Apotheek                                       | Leeuwarden | steen                                                                     | |
| 1906      | Us Heit                                                      | Bart van Hove, Willem Molkenboer             | Hofplein, bij Stadhouderlijk Hof                                                      | Leeuwarden | brons                                                                     | |
| 1916      | Monument Waling Dykstra                                      | Pier Pander                                  | Noorderweg                                                                            | Leeuwarden | graniet, brons                                                            | |
| 1923      | Mercuriusfontein                                             | Gustav Adolf Bredow                          | Beursplein                                                                            | Leeuwarden | brons en zandsteen                                                        | Gustav Adolf Bredow, 1923 |
| 1923      | Grafmonument voor L.Zandstra                                 | Tjipke Visser                                | Oude Stadsbegraafplaats, Spanjaardslaan                                               | Leeuwarden | brons en natuursteen                                                      | Tjipke Visser (1876-1955), 1923 |
| 1924      | Het ontwaken                                                 | Pier Pander                                  | Pier Pandertempel, Prinsentuin                                                        | Leeuwarden | marmer                                                                    | Pier Pander, 1924 |
| 1928      | Sint Antonius                                                | Eduard Jacobs                                | St. Anthony Gasthuis, Pijlsteeg                                                       | Leeuwarden | natuursteen                                                               | Eduard Jacobs, 1928 |
| 1937      | Sint Dominicus                                               | Henk Etienne                                 | Sint-Dominicuskerk, Harlingerstraat 26                                                | Leeuwarden | natuursteen                                                               | Henk Etienne, 1937 |
| 1938      | Ornament (Turende boer)                                      | Willem Valk                                  | hoek Zaailand / Beursplein                                                            | Leeuwarden | natuursteen                                                               | Willem Valk, 1938 |
| 1938      | Christus Koning                                              | Wim Harzing                                  | Bonifatiusplein, bij Sint-Bonifatiuskerk                                              | Leeuwarden | natuursteen                                                               | |
| 1940      | Wapens                                                       | Nina Baanders-Kessler                        | Wirdumerpoortsbrug                                                                    | Leeuwarden | natuursteen                                                               | Nina Baanders-Kessler, 1940 |
| 1945      | Dankbaar Leeuwarden aan het Spoorwegpersoneel                | Andries Baart sr.                            | Stationsplein, Stationsweg                                                            | Leeuwarden | marmer                                                                    | A. Baart sr., 1945 |
| 1946      | Van Eysingabank                                              | Andries Baart sr.                            | Noorderplantage                                                                       | Leeuwarden | zandsteen, baksteen en hout                                               | A. Baart sr., 1946 |
| 1946      | Gezinsleven                                                  | Tjipke Visser                                | Burmaniahuis, Nieuwestad                                                              | Leeuwarden | hardsteen                                                                 | Tjipke Visser, 1946 |
| 1947      | Reliëf G.B.L.                                                | Nina Baanders-Kessler                        | Hoeksterpoort, Groningerstraatweg 2 (hoek Bleeklaan)                                  | Leeuwarden | natuursteen                                                               | Reliëf GBL |
| 1953      | Jan Jansz. Starter                                           | Auke Hettema                                 | Kelders 8                                                                             | Leeuwarden | brons                                                                     | Auke Hettema, 1953 |
| 1954      | Us Mem                                                       | Gerhardus Jan Adema                          | Harlingersingel/Harlingerstraatweg/Spanjaardslaan (rotonde)                           | Leeuwarden | brons                                                                     | |
| 1955      | Oorlogsmonument Wol forbûke net forslein                     | Auke Hettema                                 | Prinsentuin                                                                           | Leeuwarden | brons                                                                     | |
| 1955      | Monument voor André de Vries                                 | Willem Valk                                  | Bisschopsrak / Schenkenschans                                                         | Leeuwarden | terracotta, baksteen                                                      | Monument voor André de Vries |
| 1955      | Theo van Welderen Rengers                                    | Hildo Krop                                   | Westerplantage                                                                        | Leeuwarden | brons                                                                     | |
| 1956      | Ornamenten                                                   | Anno Smith                                   | Tweebaksmarkt 23, PTT-telefoonkantoor                                                 | Leeuwarden | geglazuurd terracotta                                                     | Anno Smith, 1958 |
| 1956      | Ornament                                                     | Willem Valk                                  | Tweebaksmarkt 23, PTT-telefoonkantoor                                                 | Leeuwarden | zandsteen                                                                 | Willem Valk, 1958 |
| 1958      | Schipper                                                     | Ybe van der Wielen                           | Schieringerweg 13                                                                     | Leeuwarden | roodkoper                                                                 | Ybe van der Wielen, 1958 |
| 1959      | Jong leven                                                   | Ybe van der Wielen                           | Vuurdoornstraat                                                                       | Leeuwarden | keramiek                                                                  | |
| 1959      | Symbool Fryske Akademy met Friese wapenschilden              | Chris Fokma                                  | Groeneweg/Doelestraat                                                                 | Leeuwarden | brons                                                                     | |
| 1960      | Ornament met bloemen                                         | Anno Smith                                   | Hoek Baljéestraat / Stationsweg                                                       | Leeuwarden | keramiek                                                                  | Ornament met bloemen (Leeuwarden) |
| 1960      | Don Quichote                                                 | Jentsje Popma                                | Provinciehuis Friesland en Lienwardstaete, Kanaalsstraat 15                           | Leeuwarden | glas                                                                      | Don Quichote |
| 1962      | Pieter Jelles Troelstra                                      | Hildo Krop                                   | Oldehoofsterkerkhof                                                                   | Leeuwarden | brons                                                                     | |
| 1962      | Opstanding                                                   | Nico Onkenhout                               | Opstandingskerk, Achter de Hoven 272                                                  | Leeuwarden | ivory cream marmer                                                        | Nico Onkenhout, 1962 |
| 1962      | Brievenbus                                                   | Chris Fokma                                  | Kleine Hoogstraat 8                                                                   | Leeuwarden | keramiek en glas                                                          | Chris Fokma, 1962 |
| 1963      | Paardebloem (Hynsteblom)                                     | Jentsje Popma                                | Potmargewal                                                                           | Leeuwarden | beton                                                                     | Paardenbloem, Hynsteblom |
| 1964      | Faunus                                                       | Egbert Joosten                               | Piter Jelles Scholengemeenschap, Elzenstraat 5                                        | Leeuwarden | brons                                                                     | Egbert Joosten, 1965 |
| 1964      | Vogel                                                        | Chris Fokma                                  | Europaplein                                                                           | Leeuwarden | r.v.s. met een laagje koper(de vogel), natuursteen (de opbouw en fontein) | De fontein is een schenking van de Coöperatieve Zuivelbank ter gelegenheid van het 50-jarig bestaan van die bank. De fontein symboliseert de verbondenheid van de bank met de Friese samenleving. De opbouw en fontein zijn ontworpen door ir. J.F. Wierda. Na een grondige renovatie van het Europaplein werd de fontein weer teruggeplaatst op een verhoging te midden van het verkeersplein. |
| 1965      | Bijenkorf                                                    | Willem Valk                                  | Westerplantage                                                                        | Leeuwarden | brons                                                                     | |
| 1965      | Jongen met vogeltje                                          | Maria van Everdingen                         | Rengerspark                                                                           | Leeuwarden | brons                                                                     | Maria van Everdingen, 1965 |
| 1965      | Monument voor de mens                                        | Jaap van der Meij                            | Verpleeghuis en verzorgingshuis Palet, Tjotterstraat 16                               | Leeuwarden | beton                                                                     | Jaap van der Meij,1965 |
| 1966      | Elfstedenrijder                                              | Auke Hettema                                 | Fryslânplein, bij Elfstedenhal                                                        | Leeuwarden | brons                                                                     | Voor dit beeld heeft Reinier Paping, de winnaar van de legendarische Elfstedentocht van 1963 model gestaan. Op de sokkel staan de namen van alle winnaars. Het beeld is een schenking van de CCF. Het werd in 2015 verplaatst naar het plein voor de nieuwe Elfstedenhal. |
| 1966      | De barmhartige Samaritaan                                    | Jan Frearks van der Bij                      | Stichting Renn4 Knoopcollege (voormalige Willem de Zwijgerschool), J.H. Knoopstraat 3 | Leeuwarden | keramiek                                                                  | De barmhartige Samaritaan (Leeuwarden) |
| 1966      | Samenspel                                                    | Teus van den Berg-Been                       | Verpleeghuis en verzorgingshuis Palet, Tjotterstraat 16                               | Leeuwarden | brons                                                                     | Teus van der Berg Been, 1966 |
| 1966      | Zonder titel                                                 | Tseard Visser                                | Rioolzuiveringsinstallatie Wetterskip Fryslân, Greunsweg 78                           | Leeuwarden | gelast en gesmeed messing                                                 | Tseard (Tjeerd) Visser, 1966 |
| 1966      | Dier en mens                                                 | Tseard Visser                                | Heliconweg 53                                                                         | Leeuwarden | gelast en gesmeed messing                                                 | Dier en mens |
| 1966      | Zonder titel                                                 | Tseard Visser                                | Dr. Zamenhofpark                                                                      | Leeuwarden |                                                                           | Tseard (Tjeerd) Visser, 1966 |
| 1966      | Meisje uit druppel tevoorschijn springend                    | Maria van Everdingen                         | Izore Centrum Infectieziekten Friesland, Jelsumerstraat 6                             | Leeuwarden | brons                                                                     | Meisje uit druppel tevoorschijn springend |
| 1967      | Adelbert                                                     | David van Kampen                             | Egelantierstraat                                                                      | Leeuwarden | beton                                                                     | David van Kampen, 1967 |
| 1967      | Zonder titel                                                 | David van Kampen                             | Christelijk Praktijkonderwijs Comenius Robert Kochstraat 6                            | Leeuwarden | r.v.s., messing                                                           | David van Kampen, 1968 |
| 1969      | Het Gevleugelde Denken                                       | Ybe van der Wielen                           | Boterhoek                                                                             | Leeuwarden | brons                                                                     | |
| 1970      | Het Anker                                                    | Jentsje Popma                                | Archipelweg 135                                                                       | Leeuwarden | keramiek                                                                  | Jentsje Popma, 1970 |
| 1970      | Amicitia                                                     | Chris Fokma                                  | Amicitiagebouw, Nieuweweg                                                             | Leeuwarden | koper                                                                     | Chris Fokma, 1970 |
| 1971      | Kinderen bouwen voort                                        | Maria van Everdingen                         | Parkje bij voormalige Diaconessenhuis, Noordersingel                                  | Leeuwarden | brons, marmer                                                             | Maria van Everdingen, 1971 |
| 1972      | Zonder titel                                                 | Jentsje Popma                                | Tesselschadestraat 5                                                                  | Leeuwarden | beton                                                                     | Jentsje Popma, 1972 |
| 1972      | De Starter                                                   | Jaap van der Meij                            | Grasveld tussen Middelzeelaan en Bordineweg                                           | Leeuwarden | aluminiumbeton                                                            | Jaap van der Meij, 1972 |
| 1972      | Zonder titel                                                 | Harmen Abma                                  | De Anjen / Dammelaan (wijk Bilgaard)                                                  | Leeuwarden | roestvrij staal                                                           | Harmen Abma, 1972 |
| 1973      | Zonder titel                                                 | Harmen Abma                                  | Belastingdienst, J. Catsplein 3                                                       | Leeuwarden | roestvrij staal                                                           | Harmen Abma, 1973 |
| 1973      | Zonder titel                                                 | Harmen Abma                                  | Belastingdienst, J. Catsplein 3                                                       | Leeuwarden | roestvrij staal                                                           | Harmen Abma, 1973 |
| 1973      | Zetel der Rijksbelastingen                                   | Hein Kocken                                  | Tesselschadestraat                                                                    | Leeuwarden | gelast en gesmeed messing                                                 | Hein Kocken, 1973 |
| 1973      | De Boom                                                      | Herman van der Heide                         | Anne Vondelingweg, afslag Grovestins                                                  | Leeuwarden | staal                                                                     | Herman van der Heide, 1973 |
| 1973      | De schelp                                                    | Hein Kocken                                  | Nijlânsdyk/Antillenstraat                                                             | Leeuwarden | brons                                                                     | |
| 1973      | Vlucht                                                       | Hein Kocken                                  | De Jokse (wijk Bilgaard)                                                              | Leeuwarden | gelast en gesmeed messing                                                 | Hein Kocken, 1973 |
| 1973      | Telraam                                                      | Jan van der Zee                              | Prins Mauritsschool, Brandemeer 3 (wijk Bilgaard)                                     | Leeuwarden | acrylaat                                                                  | Jan van der Zee, 1973 |
| 1973      | Zonder titel (Groeiproces)                                   | Ids Willemsma                                | Larixstraat/Abeelstraat                                                               | Leeuwarden | cortenstaal                                                               | |
| 1973      | Betonkronkel of blauwe golf                                  | Beb Mulder                                   | Wollegaast                                                                            | Leeuwarden | beton                                                                     | Beb Mulder, 1973 |
| 1974      | Muurreliëfs                                                  | Geert van Fastenhout                         | SSG Piter Jelles Aldlân, Dr. Jacob Botkeweg 3                                         | Leeuwarden | beton                                                                     | Geert van Fastenhout, 1974 |
| 1975      | Lejzer Zamenhof                                              | D. Blanksma                                  | Dr. Zamenhofpark, Pasteurweg                                                          | Leeuwarden | brons                                                                     | D. Blanksma, 1975 |
| 1975      | Spelende kinderen                                            | Wilma Burgers-Gerritsen                      | Wite Mar (Wijk Zuiderburen)                                                           | Leeuwarden | brons                                                                     | Wilma Burgers-Gerritsen, 1965 |
| 1975      | Schrijvende Hand                                             | Marte Röling                                 | ING, Tesselschadestraat 1                                                             | Leeuwarden | kunststof,neon                                                            | |
| 1975      | Vogel drieluik                                               | Johan de Vries                               | hoek Douwe Kalmaleane / Pieter Sipmawei                                               | Leeuwarden | staal                                                                     | Johan de Vries, 1975 |
| 1975      | Wandplastieken                                               | Murk van Stralen                             | Openbare basisschool voor speciaal onderwijs De Trilker, Verdistraat 4                | Leeuwarden | keramiek                                                                  | Murk van Stralen, 1975 |
| 1976      | Mata Hari                                                    | Suze Boschma-Berkhout                        | Over de Kelders                                                                       | Leeuwarden | brons                                                                     | |
| 1976      | Zonder titel (Drie zwevende figuren)                         | David van Kampen                             | ARBO unie gebouw, Jellingastraat 1                                                    | Leeuwarden | brons                                                                     | David van Kampen, 1976 |
| 1977      | Wakende ganzen                                               | Hein Kocken                                  | Holstmeerweg                                                                          | Leeuwarden | brons                                                                     | Hein Kocken, 1977 |
| 1979      | Handeklappende veekooplui                                    | David van Kampen                             | Sophialaan voor de ingang van de AEGON toren                                          | Leeuwarden | hardsteen                                                                 | |
| 1979      | Slak                                                         | Joggem de Graaf                              | plantsoen Pieter Sipmamei, Westeinde                                                  | Leeuwarden | beton                                                                     | Joggem de Graaf, 1979 |
| 1980      | De Karnster                                                  | Jits Bakker                                  | Waagplein, bij de Waag                                                                | Leeuwarden | brons                                                                     | |
| 1980      | Open Deuren                                                  | Guus Hellegers                               | Oosterkade, aan de oostzijde van de Blokhuispoort                                     | Leeuwarden | cortenstaal                                                               | Open deuren, Leeuwarden |
| 1981      | Het Friese Paard                                             | Auke Hettema                                 | Nieuwestad                                                                            | Leeuwarden | brons                                                                     | |
| 1981      | Anne Vondeling                                               | Jentsje Popma                                | Nieuwestad/Kleine Kerkstraat                                                          | Leeuwarden | brons                                                                     | |
| 1981      | De Koerierster of Vrouw op voedseltocht                      | Tineke Bot                                   | Noorderplantage                                                                       | Leeuwarden | brons                                                                     | |
| 1982      | Centrumbeeld                                                 | Henk Rusman                                  | bij Historisch Centrum Leeuwarden, Groeneweg 1                                        | Leeuwarden | Belgisch hardsteen                                                        | Henk Rusman, 1982 |
| 1983      | De Frisiaan of Voetballertje                                 | Suze Boschma-Berkhout                        | Nieuwestad/Schavernek                                                                 | Leeuwarden | brons                                                                     | |
| 1983      | Zonder titel (Watersculptuur)                                | Anke Kuypers                                 | Liander, Grovestins / Melkemastate                                                    | Leeuwarden | beton                                                                     | Anke Kuypers, 1983 |
| 1984      | Drie beeldengroepen                                          | Annet Haring                                 | Harlingertrekweg (de beelden zijn weggehaald)                                         | Leeuwarden | brons                                                                     | Annet Haring, 1984 |
| 1984      | Drie sculpturen                                              | Hein Kocken                                  | plantsoen Douwe Kalmaleane, wijk Westeinde                                            | Leeuwarden | gesmeed en gelast messing                                                 | Hein Kocken, 1984 |
| 1984      | Zonder titel                                                 | Ids Willemsma                                | Omrop Fryslân, Zuiderkruisweg 2                                                       | Leeuwarden | cortenstaal                                                               | Zonder titel (Omrop Fryslan) |
| 1985      | Zonder titel                                                 | Bert Meinen                                  | Tesselschadestraat                                                                    | Leeuwarden | r.v.s.                                                                    | Bert Meinen, 1985 |
| 1986      | Piet Paaltjens                                               | Jentsje Popma                                | Noorderplantage                                                                       | Leeuwarden | brons                                                                     | |
| 1986      | Paal                                                         | Ids Willemsma                                | Pieter Stuyvesantweg                                                                  | Leeuwarden | staal                                                                     | |
| 1986      | De Indiaan                                                   | Anne Woudwijk                                | Obrechtstraat 32                                                                      | Leeuwarden | Belgisch hardsteen                                                        | Anne Woudwijk, 1986 |
| 1987      | Ús hounen (in 2020 is de stabij gestolen)                    | Gerda van der Bosch                          | Rengerslaan bij Rengerspark                                                           | Leeuwarden | brons                                                                     | |
| 1987      | Joods monument                                               | Kees van Renssen                             | A.S. Levissonstraat 40                                                                | Leeuwarden | keramiek                                                                  | |
| 1987      | Kooi                                                         | Ids Willemsma                                | Tweebaksmarkt/Oude Oosterstraat                                                       | Leeuwarden | staal                                                                     | Ids Willemsma, 1987 |
| 1987      | De Horizon                                                   | Pieter Slagman                               | SG Piter Jelles Montessori, Douwe Kalmaleane 2                                        | Leeuwarden | staal                                                                     | P. Slagboom, 1987 |
| 1987      | Tenttoren                                                    | Cornelius Rogge                              | Achter M.C.L., Borneostraat                                                           | Leeuwarden | r.v.s. en kunststof                                                       | Tenttoren |
| 1987      | Groeivormen                                                  | Piet Slegers                                 | Hogeschool Van Hall Larenstein, Agora 1                                               | Leeuwarden | r.v.s.                                                                    | Piet Slegers, 1987 |
| 1988      | Monument voor Betje en Roosje Cohen                          | Karianne Krabbendam                          | Hoek Willemskade / Zuiderplein                                                        | Leeuwarden | brons                                                                     | Karianne Krabbendam, 1988 |
| 1988      | Opstijgende lucht                                            | Frans Ram                                    | P.J Troelstraweg                                                                      | Leeuwarden | marmer, r.v.s.                                                            | Opstijgende lucht, Leeuwarden |
| 1989      | Porta Futura                                                 | Jozef van der Horst                          | Hermanastins                                                                          | Leeuwarden | steen: graniet (zuilen); rvs (kapitelen)                                  | Jozef van der Horst, 1989 |
| 1989      | Dag en nacht beeld                                           | Ids Willemsma                                | NUON, Grovestins / Melkemastate, Wijk Camminghaburen                                  | Leeuwarden | staal en neon                                                             | Ids Willemsma, 1989 |
| 1989      | Vredeman de Vriespoort                                       | Koöperatieve Architectenwerkplaats Groningen | Bijerstraat bij ingang voormalige St. Antonie Gasthuis                                | Leeuwarden | gestuukt baksteen en staal                                                | Koöperatieve Architectenwerkplaats Groningen, 1989 |
| 1989      | Zonder titel                                                 | Arno van der Mark                            | AEGON, Langemarktstraat 12                                                            | Leeuwarden | beton, marmer, glas                                                       | Arno van der Mark, 1989 |
| 1989      | Zonder titel                                                 | Jan Maaskant                                 | Stationsweg                                                                           | Leeuwarden | staal                                                                     | Zonder titel (Hekwerk) |
| 1989      | Blauwe walvis                                                | Werklozenproject De Opstap                   | Plantsoen Antillenweg                                                                 | Leeuwarden | beton                                                                     | Werklozenproject De Opstap, 1989 |
| 1990      | Bootje                                                       | Tjibbe Hooghiemstra                          | Ouddeelstraat 9                                                                       | Leeuwarden | lood, glas, graniet                                                       | Tjibbe Hooghiemstra, 1990 |
| 1990      | Oost ingang Prinsentuin                                      | Gerlof Hamersma                              | Prinsentuin                                                                           | Leeuwarden | gestuukt metselwerk, metaal                                               | Gerlof Hamersma, 1990 |
| 1990      | Zonder titel                                                 | Hans van Meeuwen                             | Camminghaburg/Anne VondelingwegCamminghaburen                                         | Leeuwarden | rvs                                                                       | Hans van Meeuwen, 1990 |
| 1990      | Aquaboot                                                     | Kazuo Katase                                 | Camminghaburg/Osingastate Camminghaburen                                              | Leeuwarden | gietijzer                                                                 | Kazuo Katase, 1990 |
| 1990      | Möbiusring                                                   | Matthijs van Dam en Peter Jansen             | Okkingastate Camminghaburen                                                           | Leeuwarden | staal                                                                     | Van Dam & Jansen, 1990 |
| 1990      | Toren                                                        | De Vier Evangelisten                         | Vredeman de Vriesstraat/Jacob van Aakenstraat                                         | Leeuwarden | baksteen                                                                  | |
| 1991      | De Golf                                                      | Cor Litjens                                  | Postbank, Tesselschadestraat                                                          | Leeuwarden | Brons                                                                     | |
| 1991      | Drie pijlen                                                  | Ko Vester                                    | Woonzorgcentrum Erasmus, Hempenserweg 29                                              | Leeuwarden | metaal en graniet                                                         | Ko (Jacobus) Vester, 1991 |
| 1991      | Totem                                                        | Ko Vester                                    | Appartementencomplex De Parade, Trosdravik 2                                          | Leeuwarden | hardsteen                                                                 | Ko Vester, 1991 |
| 1992      | Jan Jacob Slauerhoff                                         | Ben van der Geest                            | Nieuwestad 57-59                                                                      | Leeuwarden | brons                                                                     | |
| 1992      | Zonder titel                                                 | Auke de Vries                                | Rengerslaan                                                                           | Leeuwarden | staal                                                                     | |
| 1992      | Zonder titel                                                 | Ids Willemsma                                | Archipelweg/Insulindestraat (rotonde)                                                 | Leeuwarden | staal                                                                     | |
| 1992      | Zonder titel                                                 | Jan Kuipers                                  | Fryske Akademy, Doelestraat 8                                                         | Leeuwarden | metaal                                                                    | Jan Kuipers, 1992 |
| 1992      | Gevelsteen De Bolle                                          | Kunstenaar onbekend                          | Bollemanssteeg                                                                        | Leeuwarden | steen                                                                     | |
| 1993      | l'Automne                                                    | Alexander Schabracq & Tom Postma             | voor zwembad De Blauwe Golf, Jelsumerstraat                                           | Leeuwarden | brons, roestvrij staal en keramiek                                        | Schabracq & Postma, 1993 |
| 1993      | De Deadenwacht                                               | G.J. Tuink                                   | Rengerspark                                                                           | Leeuwarden | brons                                                                     | G.J. Tuink, 1993 |
| 1993      | Amphibean Ovoids                                             | Alfred Eikelenboom                           | Roptastate/Camminghaburg Camminghaburen                                               | Leeuwarden | gietijzer                                                                 | Alfred Eikelenboom, 1993 |
| 1993      | Het Geheimpje                                                | Bert Kiewiet                                 | Woonzorgcentrum Erasmus, Hempenserweg 29                                              | Leeuwarden | brons                                                                     | Bert Kiewiet, 1993 |
| 1994      | Zonder titel                                                 | Cobi Doevendans                              | Zuidersingel, wand Rijkswaterstaat                                                    | Leeuwarden | keramiek                                                                  | |
| 1994      | Huisje                                                       | Jan van de Pavert                            | Grovestins/Anne Vondelingweg                                                          | Leeuwarden | beton                                                                     | Jan van de Pavert, 1994 |
| 1995      | De bok, it gouden aai en de sân ravens                       | Groenewoud/Buij                              | Turfmarkt 11                                                                          | Leeuwarden | brons, bladgoud                                                           | Groenewoud & Buij, 1995 |
| 1995      | Famke mei fûgel                                              | Oene van der Veen                            | Plantsoen Emmakade NZ                                                                 | Leeuwarden | hout                                                                      | Oene van der Veen, 1995 |
| 1995      | Luisterpost                                                  | Chris Fokma                                  | Stadskantoor                                                                          | Leeuwarden | r.v.s.                                                                    | Chris Fokma, 1995 |
| 1995      | Zonder titel                                                 | David van de Kop                             | Ressort Parket (Gerechtsgebouw), Wilhelminaplein 1                                    | Leeuwarden | gesmeed messing                                                           | David van de Kop, 1995 |
| 1996      | Zig Zag                                                      | Eja Siepman van den Berg                     | Prinsentuin                                                                           | Leeuwarden | brons                                                                     | |
| 1996      | Zonder titel (Gevelplaat)                                    | Rob Nypels                                   | Turfmarkt 11                                                                          | Leeuwarden | hardsteen met gekleurde vlakken, bladgoud                                 | Rob Nypels, 1996 |
| 1996      | Havank                                                       | Ben van der Geest                            | Wirdumerdijk 39                                                                       | Leeuwarden | brons                                                                     | Ben van der Geest, 1996 |
| 1996      | Vrijheidsmonument Bicornis                                   | Tilly Buij                                   | Lycklamastins                                                                         | Leeuwarden | steen: beton (schelp); metaal (traliën); brons (bazuin)                   | Tilly Buij, 1996 |
| 1996      | Zonder titel                                                 | Han Janselijn                                | Rozemastate Camminghaburen                                                            | Leeuwarden | staal                                                                     | Han Janselijn, 1996 |
| 1996      | Fontein met tractorband                                      | Guido Geelen                                 | Voor zorgcentrum Nieuw Mellens, Borniastraat 32                                       | Leeuwarden | brons                                                                     | Zonder titel (Nieuw Mellens) |
| 1997      | Verwachting                                                  | Karianne Krabbendam                          | Henri Dunantweg 2, Medisch Centrum Leeuwarden                                         | Leeuwarden | Belgisch hardsteen                                                        | Liggende vrouw |
| 1997      | Johannes 10:28                                               | Douwe Boersma                                | Adventkerk, Dokkumertrekweg 41                                                        | Leeuwarden | cortenstaal,r.v.s. en keien                                               | Douwe Boersma, 1997 |
| 1997      | De Naald                                                     | Rudi van de Wint                             | Uilenburgstate                                                                        | Leeuwarden | cortenstaal                                                               | Rudi van de Wint, 1997 |
| 1997      | De vier richtingen                                           | Hanshan Roebers                              | Multifunctioneel Centrum Heechterp, Egelantierstraat                                  | Leeuwarden | hout, kunststof                                                           | Hanshan Roebers, 1997 |
| 1997      | Aarde,water,vuur en lucht                                    | Marco Goldenbeld                             | Hoek Krijn van de Helmstraat / Fam. v.d. Weijstraat, Vrijheidswijk                    | Leeuwarden | staal                                                                     | Marco Goldenbeld, 1996 |
| 1998      | Vogel(s)                                                     | K.W. Marck                                   | Keramiekmuseum Het Princessehof, Grote Kerkstraat 11                                  | Leeuwarden | keramiek                                                                  | Naar M.C.Escher |
| 1998      | Pilaarvrouw                                                  | Karianne Krabbendam                          | Henri Dunantweg 2, Medisch Centrum Leeuwarden                                         | Leeuwarden | Belgisch hardsteen                                                        | Karianne Krabbendam, 1998 |
| 1999      | Gekantelde sluisdeuren                                       | Henk Rusman                                  | Harlingerstraatweg 113, Wetterskip Fryslân                                            | Leeuwarden | cortenstaal                                                               | Henk Rusman, 1999 |
| 1999      | Amordei                                                      | Groenewoud/Buij                              | Amelandshof, bij Bonifatiuskerk                                                       | Leeuwarden | gecoat rvs, beton (sokkel)                                                | Buij & Groenewoud, 1999 |
| 1999      | Amorproximi                                                  | Groenewoud/Buij                              | Amelandshof, bij Bonifatiuskerk                                                       | Leeuwarden | gecoat rvs, beton (sokkel)                                                | |
| 2000      | Urban Constellation                                          | Groenewoud/Buij                              | Stationsweg, hal Station Leeuwarden                                                   | Leeuwarden | keramiek                                                                  | Groenewoud & Buij, 2000 |
| 2001      | Tijdkijkers                                                  | Maree Blok/Bas Lugthart                      | Hoeksterend op het dak van de parkeergarage                                           | Leeuwarden | r.v.s.                                                                    | Blok & Lugthart, 2001 |
| 2001      | Campus Stellae                                               | Groenewoud/Buij                              | Sint Jacobsstraat                                                                     | Leeuwarden | gietijzer                                                                 | Groenewoud & Buij, 2001 |
| 2002      | Lama                                                         | Herman Lamers                                | Tesselschadestraat, bij CJIB                                                          | Leeuwarden | brons                                                                     | |
| 2002      | Monument voor W.C.de Groot                                   | Walter Baas                                  | W.C.de Grootplantsoen, Hollanderwijk                                                  | Leeuwarden | baksteen                                                                  | Walter Baas, 2002 |
| 2002      | Schaduw / Shadow                                             | Groenewoud/Buij                              | Havankpark                                                                            | Leeuwarden | aluminiumcement                                                           | Groenewoud & Buij, 2002 |
| 2002      | Gedenksteen Kneppelfreed                                     |                                              | Zaailand/ Ruiterskwartier                                                             | Leeuwarden | steen                                                                     | |
| 2002      | Oermoeder                                                    | Evert van Hemert                             | Henri Dunantweg 2, Medisch Centrum Leeuwarden                                         | Leeuwarden | brons                                                                     | Evert van Hemert, 2002 |
| 2003      | Omsk                                                         | Machiel Braaksma                             | Nieuwestad (voor het Stadskantoor)                                                    | Leeuwarden | staal en gietijzer                                                        | Machiel Braaksma, 2003 |
| 2003      | Pompeblêden                                                  | Henk de Boer                                 | Slauerhoffweg                                                                         | Leeuwarden | aluminium                                                                 | Henk de Boer, 2003 |
| 2003      | Duin, Eiland, Fort, Golf                                     | Paul de Kort                                 | Aan de oevers van een waterpartij aan de Rijd, Zuiderburen                            | Leeuwarden | beton                                                                     | Duin, eiland, fort, golf |
| 2003      | Zonder titel                                                 | Cyril Lixenberg                              | Hidalgoweg 5, Omrin                                                                   | Leeuwarden | cortenstaal                                                               | Zonder titel (Omrin) |
| 2004      | Transluceo                                                   | Tine van de Weyer                            | Potmarge                                                                              | Leeuwarden | koper, staal                                                              | Tine van de Weyer, 2004 |
| 2004      | Kennen-Kunnen                                                | Marc Ruygrok                                 | Wilaarderburen 1, ROC De Friese Poort                                                 | Leeuwarden | metaal                                                                    | Marc Ruygrok, 2004 |
| 2004      | Perpetuum Mobile                                             | Ingeborg Schetsberg                          | Julianalaan, schoolplein Friesland College                                            | Leeuwarden | cortenstaal                                                               | |
| 2004      | I Want To Tell You All The Things, I Haven't Told You Before | Hendrik Jan Hunneman                         | Henri Dunantweg 2, Medisch Centrum Leeuwarden                                         | Leeuwarden | beton                                                                     | I Want To Tell You All The Things, I Haven't Told You Before |
| 2004      | Meetbaar water                                               | Jan Ros                                      | Berlikumermarkt, in de gracht                                                         | Leeuwarden | diverse materialen waaronder beton, r.v.s. en keramische tegels           | Jan Ros, 2004 |
| 2005      | Sprankelplek                                                 | Jos Spanbroek                                | Egelantierstraat                                                                      | Leeuwarden | RVS                                                                       | |
| 2005      | Excelsiorbank                                                | Hanneke Roelofsen en Denis Markic            | Aan de Dokkumer Ee bij de wijk Oldegalileën                                           | Leeuwarden | baksteen, keramiek                                                        | Hanneke Roelofsen en Denis Markic, 2005 |
| 2006      | Speltsje                                                     | Albert Oost                                  | Suringarpad                                                                           | Leeuwarden | cortenstaal en koper                                                      | Albert Oost, 2006 |
| 2006      | De bloem van Aldlân                                          | Leerlingen van het Friesland College         | Stinzenflora/Maagdenpalm, in vijver                                                   | Leeuwarden | aluminium                                                                 | De bloem van Aldlân |
| 2007      | Obelisk                                                      | Henk van Bennekum                            | Archipelweg/Coopmanstraat/Egelantierstraat (rotonde)                                  | Leeuwarden | staal                                                                     | |
| 2007      | Schrijverswijk                                               | Minne Veldstra                               | Wijk Westeinde                                                                        | Leeuwarden | hout                                                                      | Minne Veldstra, 2007 |
| 2007      | Totempaal                                                    | Oene van der Veen                            | Bij buurthuis De Kobbekooi in wijk De Wielenpolle                                     | Leeuwarden | hout                                                                      | Totempaal |
| 2007      | Zonder titel (staand naakt)                                  | Evert van Hemert                             | Henri Dunantweg 2, Medisch Centrum Leeuwarden                                         | Leeuwarden | brons                                                                     | Evert van Hemert, 2007 |
| 2007      | Aukje                                                        | Evert van Hemert                             | Aan de Bonkevaart, wijk Blitsaerd                                                     | Leeuwarden | cortenstaal en brons                                                      | Evert van Hemert, 2007 |
| 2007      | Hoarnen en tsjillen                                          | Marcel Smink                                 | Langesân, Wijk Zuiderburen                                                            | Leeuwarden | gemoffeld staal                                                           | Hoarnen en tsillen |
| 2008      | Wifithor                                                     | Hans Mes                                     | Achter de Hoven 23, Academie voor popcultuur                                          | Leeuwarden | cortenstaal en neon                                                       | Hans Mes, 2008 |
| 2008      | Weltanschauer                                                | Ottmar Hörl                                  | Montesori College Piter Jelles, Douwe Kalmaleane 2                                    | Leeuwarden | onbekend                                                                  | Ottmar Hörl, 2008 |
| 2009      | Oldenammenbeamskip                                           | Gerrit Terpstra                              | Noorderbegraafplaats, Schapendijkje 4                                                 | Leeuwarden | cortenstaal, gegalvaniseerd staal                                         | Gerrit Terpstra, 2009 |
| 2009      | Hekwerk                                                      | Gerrit Terpstra                              | Noorderbegraafplaats, Schapendijkje 4                                                 | Leeuwarden | cortenstaal                                                               | Gerrit Terpstra, 2009 |
| 2009      | Atsje                                                        | Evert van Hemert                             | Medisch Centrum Leeuwarden, Henri Dunantweg 2                                         | Leeuwarden | brons                                                                     | Evert van Hemert, 2009 |
| 2009      | Flow                                                         | Ludo Winkelman                               | Anne Wadmanwei 11                                                                     | Leeuwarden | brons                                                                     | |
| 2010      | Paradijsvogel                                                | Alfred Stucki                                | Nijlânsdijk, achter de Soestdijkflat                                                  | Leeuwarden | beton en keramische tegels                                                | Alfred Stucki, 2010 |
| 2010      | De Hoop                                                      | Bram de Smit                                 | Medisch Centrum Leeuwarden, Henri Dunantweg 2                                         | Leeuwarden | cortenstaal                                                               | Bram de Smit, 2010 |
| 2011      | Uitdaging en balans                                          | Henk Rusman                                  | Fahrenheitweg                                                                         | Leeuwarden | cortenstaal en roestvast staal                                            | Henk Rusman, 2011 |
| 2011      | Kijk in de Wijk                                              | Ger de Wilde                                 | Noord en Zuid Vliet                                                                   | Leeuwarden | Hout, zink, kunststof                                                     | Ger de Wilde, 2011 |
| 2011      | Vischmarktpijp                                               | Ineke Ekkers                                 | Vismarktpijp (Voorstreek/Wortelhaven)                                                 | Leeuwarden | gietijzer                                                                 | Ineke Ekkers, 2011 |
| 2011      | Ode aan het riet                                             | Hans Pulles                                  | Provinciehuis Fryslân, Tweebaksmarkt 52                                               | Leeuwarden | staal                                                                     | Hans Pulles, 2011 |
| 2011      | Hekwerk                                                      | Gerrit Terpstra                              | Huizumer Begraafplaats, Huizum Dorp 64                                                | Leeuwarden | staal                                                                     | Gerrit Terpsta, 2011 |
| 2011      | Zitblokken met mozaïeken                                     | Willy Bergsma                                | Speeltuin aan de Fam.van der Weijstraat, Vrijheidswijk                                | Leeuwarden | beton en keramiek                                                         | Willy Bergsma, 2011 |
| 2012      | Rode paraplu                                                 | Xandra de Vries en Walter Baas               | Julianapark, Huizum-West                                                              | Leeuwarden | staal                                                                     | Xandra de Vries en Walter Baas, 2012 |
| 2012      | Circuit                                                      | Diederik Klomberg                            | C.J.I.B. Wester State, Tesselschadestraat                                             | Leeuwarden |                                                                           | Diederik Klomberg, 2012 |
| 2012      | De Voorrangskoepel                                           | Helmut Dick                                  | Rijkswaterstaat, Middelzeehuys, Zuidersingel 3                                        | Leeuwarden | geëmailleerde verkeersborden op een stalen frame                          | Helmut Dick, 2012 |
| 2012      | Wensput                                                      | René Knip                                    | Bij de Put                                                                            | Leeuwarden | staal en cortenstaal                                                      | René Knip, 2012 |
| 2012      | Time Tunnel                                                  | Maarten de Reus                              | Oostergoplein                                                                         | Leeuwarden | staal                                                                     | Zonder titel (plattegrond) |
| 2012      | Poort                                                        | Marco Goldenbeld                             | Van Loonstraat 130                                                                    | Leeuwarden | staal en cortenstaal                                                      | Marco Goldenbeld, 2012 |
| 2012      | Tegel Tableau                                                | Siska Alkema                                 | Winkelcentrum westeinde, Pieter Sipmawei                                              | Leeuwarden | keramiek                                                                  | Tegeltableau Westeinde |
| 2013      | Onwemelber                                                   | René Knip                                    | Zaailand / Wilhelminaplein                                                            | Leeuwarden | cortenstaal op beton                                                      | René Knip, 2013 |
| 2013      | Schilkampen                                                  | Ton Bouchier                                 | Buurt Schilkampen                                                                     | Leeuwarden | cortenstaal                                                               | Ton Bouchier, 2013 |
| 2013      | Kikkerogen                                                   | Marjan Beuker                                | recreatiegebied De Groene Ster, Kleine Wielen                                         | Leeuwarden | giethars                                                                  | Marjan Beuker, 2013 |
| 2013      | Fietstunnels                                                 | Jan van der Ploeg                            | Drachtsterplein                                                                       | Leeuwarden | keramiek                                                                  | Jan van der Ploeg, 2013 |
| 2014      | Bank rond Willem-Alexanderlinde                              | Jan Ketelaar                                 | Beursplein                                                                            | Leeuwarden | cortenstaal                                                               | Jan Ketelaar, 2014 |
| 2014      | Fietstunnel Techum                                           | Maarten de Reus                              | Fietspad tussen Overijsselselaan en Overijsselsestraatweg                             | Leeuwarden | keramiek                                                                  | Op de betonnen randen van de fietstegel zijn tegeltableaus aangebracht. Voor de kleurstellingen liet de kunstenaar zich inspireren door de weerspiegeling van het nabij gelegen water van het Alddjip. De tegels zijn gemaakt door Tichelaar, Makkum. |
| 2014      | Fietstunnel Werpsterhoek                                     | Maarten de Reus                              | Fietspad bij Werpsterhoek richting Wirdum                                             | Leeuwarden | keramiek                                                                  | Op de betonnen randen van de fietstegel zijn tegeltableaus aangebracht. De kleuren van de tegels (groen, grauw en grijs) zijn geïnspireerd op de tinten die normaal ontstaan op beton door inwerking van de natuur. De tegels zijn gemaakt door Tichelaar, Makkum. |
| 2014      | EX STRATA                                                    | Ralfonso                                     | NHL, Rengerslaan 10                                                                   | Leeuwarden | o.a. r.v.s. en led verlichting                                            | Ralfonso, 2014 |
| 2014      | Borstbeeld van Obe Postma                                    | Frans Tiessen                                | Tresoar, Boterhoek 1                                                                  | Leeuwarden | brons                                                                     | Frans Tiessen, 2014 |
| 2014      | Eerbetoon aanFoekje Dillema                                  | Ids Willemsma                                | Sportpark Nijlân, Middelzeelaan                                                       | Leeuwarden | cortenstaal                                                               | Ids Willemsma, 2014 |
| 2014      | Grondslag                                                    | Karianne Krabbendam                          | Medisch Centrum Leeuwarden, Henry Dunantweg 2                                         | Leeuwarden | hardsteen                                                                 | Karianne Krabbendam, 2014 |
| 2015      | Onder H-21                                                   | Frank Havermans                              | Fiets- en voetgangerstunnel Sylsterrak, fietspad tussen Leeuwarden en Ritsumazijl     | Leeuwarden | keramiek                                                                  | Frank Haverman, 2015 |
| 2015      | Margaretha Zelle Akwaduct                                    | Frank Havermans                              | Margaretha Zelle Akwadukt                                                             | Leeuwarden | keramiek                                                                  | Margaretha Zelletunnel |
| 2015      | Passage de la Baleine                                        | Giny Vos                                     | Oude Lombardsteeg                                                                     | Leeuwarden | aluminium                                                                 | |
| 2015      | BadBubble                                                    | Hans van Houwelingen                         | Rotonde Lekkumerweg / Canadezenlaan                                                   | Leeuwarden |                                                                           | Hans van Houwelingen, 2015 |
| 2015      | Fier Monument                                                | Mart Visser                                  | C.K.M. Fier, Holstmeerweg 1                                                           | Leeuwarden | cortenstaal                                                               | Mart Visser, 2015 |
| 2016      | Wiarda fiets- en vaaronderdoorgang                           | Jan van der Ploeg                            | Drachtsterweg                                                                         | Leeuwarden | keramiek                                                                  | Jan van der Ploeg, 2016 |
| 2016      | Poëzie kunstwerk Westeinde'                                  | Jurjen van der Meer                          | Pieter Sipmawei (Wijk Westeinde)                                                      | Leeuwarden | cortenstaal                                                               | Poëziekunstwerk Westeinde |
| 2017      | Fietstunnel Jabikswoude                                      | Maarten de Reus                              | Fietspad Jabikswoude                                                                  | Leeuwarden | keramiek                                                                  | Maarten de Reus, 2017 |
| 2017      | Fietstunnel Infinite Wave                                    | Koen Taselaar                                | Europaplein                                                                           | Leeuwarden | keramiek                                                                  | Koen Taselaar, 2017 |
| 2017      | Cells                                                        | Groenewoud/Buij                              | Blokhuisplein                                                                         | Leeuwarden | beton, hardsteen                                                          | Cells, 2017 |
| 2018      | Kunstwerk Stephensonviaduct                                  | Frank Havermans                              | Stephensonviaduct                                                                     | Leeuwarden | staal en kunststof                                                        | Frank Havermans, 2018 |
| 2018      | Love                                                         | Jaume Plensa                                 | Stationsplein                                                                         | Leeuwarden | Polyester                                                                 | Jaume Plensa, 2018 |
| 2018      | Plaquette Piet Paaltjens                                     | Ed Schweigmann                               | Voorstreek 80                                                                         | Leeuwarden | brons                                                                     | Ed Schweigmann, 2018 |
| 2018      | M.C.Escherbank                                               | Pieter Hoekstra                              | Aan het Van Harinxmakanaal, op de overkluizing van het M.C. Escher Akwadukt           | Leeuwarden | keramiek                                                                  | Pieter Hoekstra, 2018 |
| 2018      | Fietskunstwerk                                               | Teja Bottema                                 | Groningerstraatweg                                                                    | Leeuwarden | metaal                                                                    | Teja Bottema, 2018 |
| 2018      | De Leeuw                                                     | Diedel Klöver                                | Binnenterrein van de Blokhuispoort, Blokhuisplein 40                                  | Leeuwarden | onderdelen van fietsen                                                    | De Leeuw |
| 2018      | Tegeltableaus M.C. Escher Akwadukt                           | Jan van der Ploeg                            | M.C. Escher Akwadukt                                                                  | Leeuwarden | keramiek                                                                  | Jan van der Ploeg, 2018 |
| 2018      | Waterbar                                                     | Groenewoud/Buij                              | Wetsus                                                                                | Leeuwarden | aluminium, polycarbonaat, rubber, hout, beton                             | Groenewoud & Buij, 2018 |
| 2018      | Viglius                                                      | Hans Jouta                                   | Turfmarkt voor de Kanselarij                                                          | Leeuwarden | cortenstaal                                                               | Hans Jouta, 2018 |
| 2018      | Het ei                                                       | Maaike Vellinga                              | Potmargepaad langs de Potmarge                                                        | Leeuwarden | hout, metaal                                                              | Maaike Vellinga, 2018 |
| 2018      | Froulju fan Fryslân, Eregalerij der Friezinnen               | Natasja Bennink                              | Snekerkade                                                                            | Leeuwarden | brons op sokkels van hardsteen                                            | Natasja Bennink, 2018 |
| 2018      | De Poort                                                     | Adema Architecten Dokkum                     | Grovestins / Frittemastate Camminghaburen                                             | Leeuwarden | cortenstaal                                                               | De Poort |
| 2019      | Finishboog                                                   | Saskia Hoogendoorn / Lieuwe M. Wijnands      | Bonkevaart / Groningerstraatweg                                                       | Leeuwarden | staal,led                                                                 | De finishboog |
| 2019      | Baken                                                        | Pier Obels                                   | Winkelcentrum Pieter Sipmawei (wijk Westeinde)                                        | Leeuwarden | cortenstaal                                                               | Baken |
| 2021      | Gedenkraam Blokhuispoort                                     | Groenewoud/Buij                              | Blokhuispoort, Blokhuisplein 40                                                       | Leeuwarden | glas-in-lood                                                              | Gedenkraam Blokhuispoort |
| 2021      | Joods Namenmonument                                          | Saskia van Montfort                          | Jacobijnerkerkhof                                                                     | Leeuwarden | glas en metaal                                                            | Joodse Namenmonument |
| 2021      | Nijlpaard met jong                                           | Banzai John                                  | Fietspad Camminghaburen                                                               | Leeuwarden | hout                                                                      | Nijlpaard met jong |
| 2022      | De Literaire Bank                                            | Ineke van der Blom                           | Plantsoen bij de Grote of Jacobijnerkerk                                              | Leeuwarden | hout                                                                      | De literaire bank |
| 2022      | Sprekende stenen                                             | Ineke van der Blom                           | Op verschillende locaties in de binnenstad                                            | Leeuwarden | gietbeton ?                                                               | Sprekende Stenen |
| 2022      | Hond                                                         | Jeroen Boersma                               | losloop weide voor honden, Ereprijs                                                   | Leeuwarden | hout                                                                      | Hond, Jeroen Boersma 2022 |
| 2022      | IJsvogel                                                     | Jeroen Boersma                               | aan het Van Harinxmakanaal ter hoogte van Sleutelbloem.                               | Leeuwarden | hout                                                                      | IJsvogel, Jeroen Boersma 2022 |
| 2022      | Meeuw                                                        | Jeroen Boersma                               | hoek Beatrixstraat / Pieter Christiaanstraat                                          | Leeuwarden | hout                                                                      | Meeuw, Jeroen Boersma 2022 |
| 2022      | Reiger                                                       | Jeroen Boersma                               | Aan het Van Harinxmakanaal                                                            | Leeuwarden | hout                                                                      | Reiger, leeuwarden |
| 2022      | Drie slakken                                                 | Jeroen Boersma                               | hoek Legedyk / Hempenserdyk                                                           | Leeuwarden | hout                                                                      | Drie slakken |
| 2023      | Canadian Trail                                               | Studio Daniel Libeskind                      | Groningerplein                                                                        | Leeuwarden | r.v.s.                                                                    | Canadian Trail |